# Antonio Tartaglia
Antonio Tartaglia (Casalbordino, 13 januari 1968) is een Italiaans voormalig bobsleeremmer. Tartaglia nam viermaal deel aan de Olympische Winterspelen en won als remmer van Günther Huber in 1998 de gouden medaille. Een jaar eerder had Tartaglia samen met Huber de zilveren medaille verovert in de tweemansbob op de wereldkampioenschappen.

## Resultaten
- Olympische Winterspelen 1992 in Albertville 12e in de tweemansbob
- Olympische Winterspelen 1992 in Albertville 12e in de viermansbob
- Olympische Winterspelen 1994 in Lillehammer 9e in de tweemansbob
- Olympische Winterspelen 1994 in Lillehammer 9e in de viermansbob
- Wereldkampioenschappen bobsleeën 1997 in Igls  in de tweemansbob
- Olympische Winterspelen 1998 in Nagano  in de tweemansbob
- Olympische Winterspelen 1998 in Nagano 14e in de viermansbob
- Olympische Winterspelen 2002 in Salt Lake City 8e in de tweemansbob

1932: Hubert Stevens / Curtis Stevens ·
1936: Ivan Brown / Alan Washbond ·
1948: Felix Endrich / Friedrich Waller ·
1952: Andreas Ostler / Lorenz Nieberl ·
1956: Lamberto Dalla Costa / Giacomo Conti ·
1964: Anthony Nash / Robin Dixon ·
1968: Eugenio Monti / Luciano De Paolis ·
1972: Wolfgang Zimmerer / Peter Utzschneider ·
1976: Meinhard Nehmer / Bernhard Germeshausen ·
1980: Erich Schärer / Josef Benz ·
1984: Wolfgang Hoppe / Dietmar Schauerhammer ·
1988: Jānis Ķipurs / Vladimir Kozlov ·
1992: Gustav Weder / Donat Acklin ·
1994: Gustav Weder / Donat Acklin ·
1998: Günther Huber / Antonio Tartaglia en Pierre Lueders / David MacEachern ·
2002: Christoph Langen / Markus Zimmermann ·
2006: André Lange / Kevin Kuske ·
2010: André Lange / Kevin Kuske ·
2014: Beat Hefti / Alex Baumann ·
2018: Francesco Friedrich / Thorsten Margis en Justin Kripps / Alexander Kopacz ·
2022: Francesco Friedrich / Thorsten Margis